# La Chapelle-en-Juger
La Chapelle-en-Juger är en kommun i departementet Manche i regionen Normandie i norra Frankrike. Kommunen ligger i kantonen Marigny som tillhör arrondissementet Saint-Lô. År 2018 hade La Chapelle-en-Juger 658 invånare.

## Befolkningsutveckling
Antalet invånare i kommunen La Chapelle-en-Juger
| Referens: INSEE |